# Blechnum cartilagineum
Blechnum cartilagineum är en kambräkenväxtart som beskrevs av Olof Peter Swartz. Blechnum cartilagineum ingår i släktet Blechnum och familjen Blechnaceae. Inga underarter finns listade.

## Bildgalleri

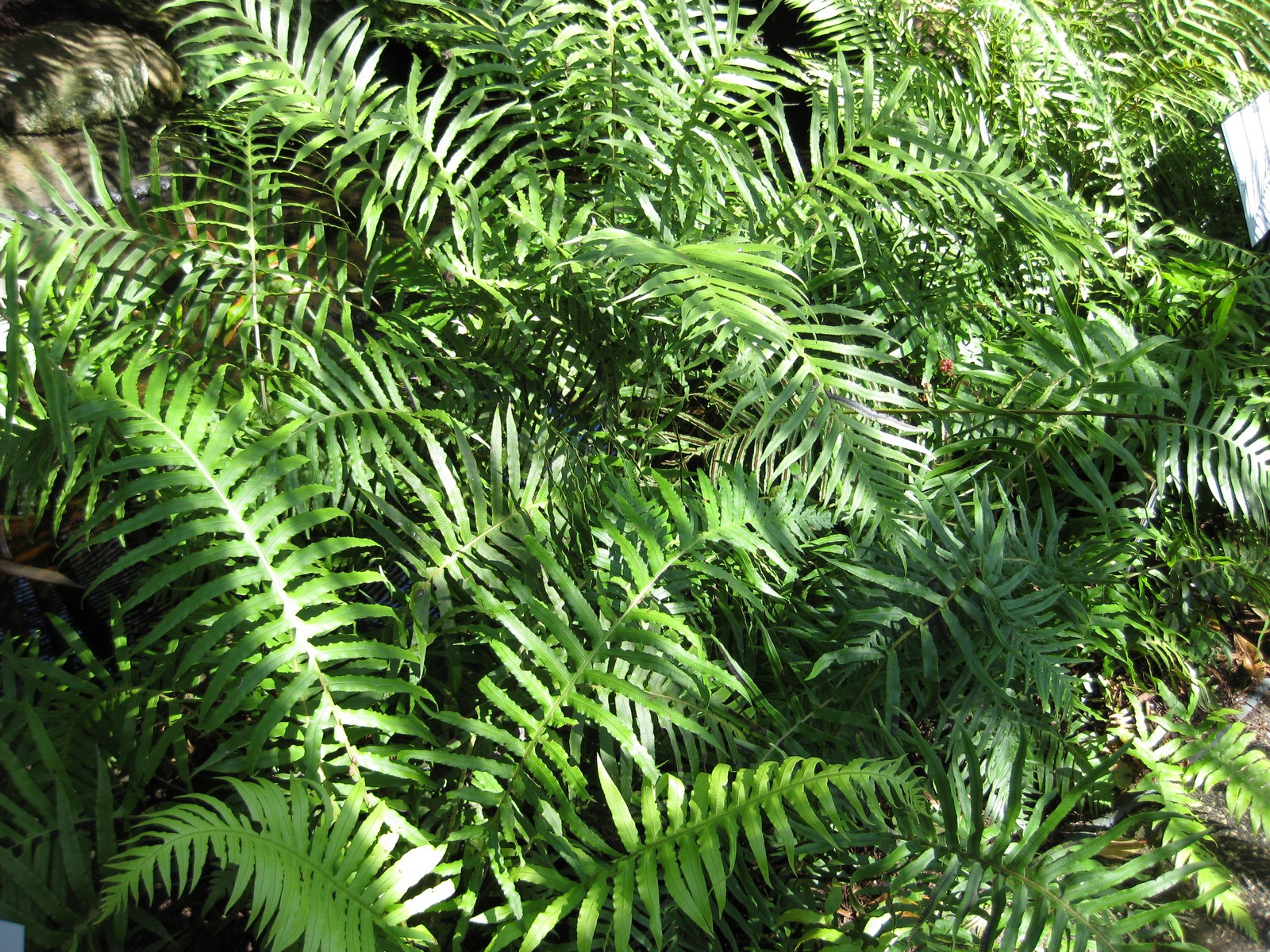
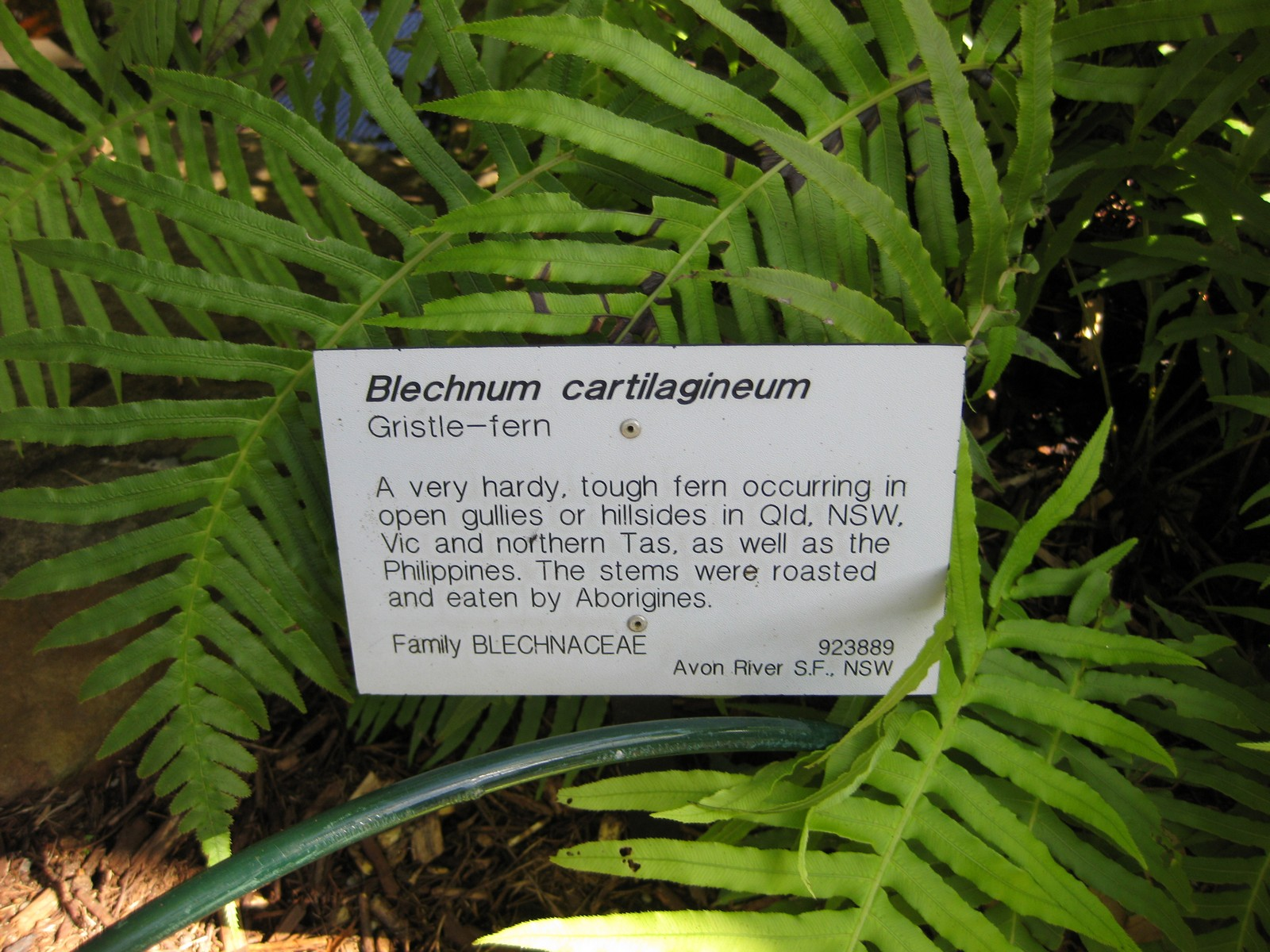